# Parasemia albescens
Parasemia albescens là một loài bướm đêm thuộc phân họ Arctiinae, họ Erebidae.